# Ambroży (Skobioła)
Ambroży, imię świeckie Andriej Pietrowicz Skobioła (ur. 22 lutego 1980 w Korsakowie) – duchowny Ukraińskiego Kościoła Prawosławnego Patriarchatu Moskiewskiego, od 2019 biskup pomocniczy eparchii donieckiej z tytułem biskupa wołnowaskiego.

## Życiorys
Pochodzi z rodziny robotniczej. Od trzeciego roku życia mieszkał razem z rodziną w Jasynuwatej, tam też, jako trzylatek, został ochrzczony. Z wykształcenia jest kierowcą, pracował również w zakładach budowy maszyn w Jasynuwatej, równocześnie służąc w jednej z cerkwi w mieście jako lektor.
W 1991 w monasterze Zaśnięcia Matki Bożej, św. Mikołaja i św. Bazylego w Nikolskim został przyjęty do stanu mniszego jako posłusznik, a 22 sierpnia 2001 został postrzyżony w małą schimę z imieniem Ambroży, ku czci św. Ambrożego z Optiny. 7 października 2001 został wyświęcony na hierodiakona. Święcenia kapłańskie przyjął 10 grudnia 2003. 18 kwietnia 2006 został wyniesiony do  godności ihumena, a 22 marca 2012 – archimandryty. 3 kwietnia 2019 Synod Cerkwi ukraińskiej wybrał go na biskupa wołnowaskiego i sufragana eparchii donieckiej. Chirotonię biskupią otrzymał 6 kwietnia 2019.
28 marca 2022 r. hierarcha został ranny w wyniku ostrzału monasteru w Nikolskim.